# EMI Music Poland
EMI Music Poland Sp. z o.o. — колишня польська дочірня компанія EMI Group Limited, заснована в 1995 році у Варшаві. Генеральним директором лейблу був Пйотр Кабай.

## Історія
Лейбл був заснований у 1995 році, коли EMI придбала незалежний лейбл Kompania Muzyczna Pomaton (заснований у 1990 році). Придбання включало права на записи таких артистів, як Тадеуш Возняк, Яцек Войціцький, Пшемислав Ґінтровський, Wolna Grupa Bukowina та Маґда Умер, серед інших.
У 2012 році EMI була продана Universal Music Group. Європейський Союз вимагав від UMG продати кілька власних лейблів іншим сторонам, включаючи Parlophone та EMI Music Poland, і Warner Music Group придбала більшість цих лейблів у 2013 році. EMI Music Poland була перейменована в Parlophone Music Poland. У 2014 році Parlophone Music Poland була об'єднана з Warner Music Poland.
На початку 2000-х років EMI Music Poland керувала хіп-хоп-дочірньою компанією Baza Lebel, в якій працювали такі артисти, як Mor W.A., Molesta Ewenement, Zipera, Electric Rudeboyz, Vienio & Pele, Peel Motyff і Pare Słów, серед інших.
Протягом багатьох років лейбл розповсюджував у Польщі альбоми, випущені My Music, Lemon Records, Kayax та лейблами материнської компанії EMI Group Limited, серед інших.